# منطقة كاخيتي
منطقة كاخيتي هي منطقة في جورجيا، بلغ عدد سكانها 318٬400  نسمة، في 2016، عاصمتها تلاوي، تبلغ مساحتها 11٬309٫5 كيلومتر مربع.

## التقسيمات الإدارية
- Akhmeta Municipality [الإنجليزية]‏
- Gurjaani Municipality [الإنجليزية]‏
- Dedoplistsqaro Municipality [الإنجليزية]‏
- Telavi Municipality [الإنجليزية]‏
- Lagodekhi Municipality [الإنجليزية]‏
- Sagarejo Municipality [الإنجليزية]‏
- Signagi Municipality [الإنجليزية]‏
- Qvareli Municipality [الإنجليزية]‏.

## أعلام
- سولومون دوداشفيلي